# Нут
Нут — в староєгипетській релігії богиня неба, дочка Шу і Тефнут, сестра й дружина Геба.
Діти Нут — зірки, рухом яких вона керує, і Сонце — Ра. Нут щодня проковтує їх, а потім народжує знову (так відбувається зміна дня і ночі).
Зображення Нут, яка нібито дивиться на мумію, нерідко поміщалося на внутрішній стороні кришки саркофага.